# Olaparib
Olaparíb, pod tržnim imenom Lynparza, je protirakavo zdravilo iz skupine zaviralcev poli-ADP-riboza polimeraze (PARP), ki se uporablja pri zdravljenju določenih vrst raka jajčnika, jajcevodov ali primarnega peritonealnega raka. Evropska agencija za zdravila (EMA) in ameriški Urad za hrano in zdravila (FDA) sta ga odobrila decembra 2014, in sicer za zdravljenje raka jajčnika pri bolnicah z mutacijo gena BRCA1 ali BRCA2. Prvotna odobritev FDA je bila za zdravljenje napredovalega raka jajčnika z zarodno mutacijo BRCA pri bolnicah, ki so predhodno prejele vsaj tri linije zdravljenja. Gre za prvo učinkovino iz skupine zaviralcev PARP, ki so jo odobrili za klinično uporabo. Olaparib je peroralno zdravilo (za uporabo skozi usta), ki je na tržišču je v obliki tablet in kapsul.

## Mehanizem delovanja
Olaparib deluje kot zaviralec encima poli-ADP-riboza polimeraze (PARP). Rakave celice z mutacijo gena BRCA1 ali BRCA2, ki so sicer odporne na nekatere druge oblike zdravljenja, so posebej občutljive na zaviranje tega encima. Pri mutaciji BRCA1 oziroma BRCA2 je encim PARP namreč glavna pot za popravljanje poškodb DNK. Posledično lahko zaviranje encima DNK pri teh oblikah raka povzroči trajne okvare DNK, ki vodijo v smrt tumorskih celic. Normalne telesne celice imajo vsaj en funkcionalen gen BRCA in zato lahko preživijo kljub delovanju zaviralca PARP, saj celice poškodbe DNK uspešno odpravi z mehanizmom popravljanja s homologno rekombinacijo.

## Klinična uporaba
EMA in FDA sta decembra 2014 odobrila olaparib kot samostojno zdravljenje napredovalega raka jajčnika z zarodno mutacijo BRCA. Sledila je razširitev indikacij tako pri Emi kot FDA.
V Evropski uniji je olaparib odobren za naslednje indikacije:
- rak jajčnika
  - kot samostojno zdravljenje za  vzdrževalno zdravljenje odraslih bolnic z napredovalim ali ponovljenim epitelijskim rakom visokega gradusa jajčnikov, jajcevodov ali primarnim peritonealnim rakom z zarodno ali somatsko mutacijo gena BRCA1/2, ki so se predhodno odzvale na  kemoterapijo na osnovi platine;
  - v kombinaciji z bevacizumabom  za vzdrževalno zdravljenje odraslih bolnic z napredovalim epitelijskim rakom visokega gradusa jajčnikov, jajcevodov ali primarnim peritonealnim rakom, ki so v popolnem ali delnem odzivu po zaključeni prvi liniji kemoterapije na osnovi platine v kombinaciji z bevacizumabom, pri katerih je rak povezan s pozitivnim stanjem pomanjkanja homologne rekombinacije, opredeljenim z mutacijo gena BRCA1/2 in/ali genomsko nestabilnostjo;
- rak dojke
  - kot sampostojno zdravljenje odraslih bolnikov z lokalno napredovalim ali razsejanim HER-negativnim rakom dojke z zarodno mutacijo gena BRCA1/2;
- rak trebušne slinavke
  - kot samostojno vzdrževalno zdravljenje odraslih bolnikov z razsejanim adenokarcinomom trebušne slinavke z zarodno mutacijo gena BRCA1/2;
- rak prostate
  - kot samostojno zdravljenje odraslih bolnikov z razsejanim, na kastracijo odpornim rakom prostate in zarodnimi ali somatskimi mutacijami gena BRCA1/2, pri katerih je bolezen napredovala po precdhodnem zdravljenju s hormonskim zdravilom.

## Neželeni učinki
Med neželene učinke, ki jih povzroča olaparib, spadajo neželeni učinki na prebavila (kot so slabost, bruhanje in izguba teka), utrujenost, bolečine v mišicah in sklepih, zmanjšano število krvnih celic (na primer slabokrvnost), lahko se pojavi tudi levkemija. V klinični preskušanjih pri uporabi višjih odmerkov od odobrenih so poročali tudi o dremavosti (somnolenci).